# Benjamín Domínguez
Benjamín Domínguez (La Plata, 19 settembre 2003) è un calciatore argentino, attaccante del Bologna.

## Caratteristiche tecniche
È un'ala sinistra dotata di grande esplosività, ottimo dribbling e buona velocità.

## Carriera

### Gimnasia LP
Domínguez è cresciuto nel settore giovanile del Gimnasia (LP), dove ha debuttato il 23 novembre 2021 nell'incontro di Primera División vinto 5-2 contro il Talleres (C). Il 5 gennaio 2022 ha firmato il suo primo contratto professionistico con il club biancoblu.
Ha segnato il suo primo gol il 4 settembre 2022 nell'incontro di Superliga vinto 3-1 contro l'Independiente.

### Bologna
Dopo aver trascorso quattro anni, dal 2021 al 2024, con Gimnasia (LP), il 28 agosto 2024 viene ufficialmente ingaggiato dal Bologna, in Serie A, per una cifra di circa 4,5 milioni di euro più bonus. Esordisce con i rossoblu il 19 ottobre, giocando titolare la partita in casa del Genoa, pareggiata per 2-2. Il 3 dicembre all'esordio in Coppa Italia segna la sua prima rete, nel successo per 4-0 contro il Monza nella sfida degli ottavi di finale.  Il 30 dicembre segna le sue prime reti in serie A, realizzando una doppietta nella partita casalinga contro l'Hellas Verona, persa per 2-3.

## Statistiche

### Presenze e reti nei club
Statistiche aggiornate al 18 maggio 2025.
| Stagione             | Squadra              | Campionato           | Campionato | Campionato | Coppe nazionali | Coppe nazionali | Coppe nazionali | Coppe continentali | Coppe continentali | Coppe continentali | Altre coppe | Altre coppe | Altre coppe | Totale | Totale |
| Stagione             | Squadra              | Comp                 | Pres       | Reti       | Comp            | Pres            | Reti            | Comp               | Pres               | Reti               | Comp        | Pres        | Reti        | Pres   | Reti   |
| -------------------- | -------------------- | -------------------- | ---------- | ---------- | --------------- | --------------- | --------------- | ------------------ | ------------------ | ------------------ | ----------- | ----------- | ----------- | ------ | ------ |
| 2021                 | Gimnasia (LP)        | PD                   | 1          | 0          | CA+CdL          | 0               | 0               | -                  | -                  | -                  | -           | -           | -           | 1      | 0      |
| 2022                 | Gimnasia (LP)        | PD                   | 16         | 1          | CA+CdL          | 2+8             | 0               | -                  | -                  | -                  | -           | -           | -           | 26     | 1      |
| 2023                 | Gimnasia (LP)        | PD                   | 15         | 2          | CA+CdL          | 1+14            | 0               | CS                 | 2                  | 0                  | -           | -           | -           | 32     | 2      |
| gen.-ago. 2024       | Gimnasia (LP)        | PD                   | 11         | 2          | CA+CdL          | 3+14            | 1+4             | -                  | -                  | -                  | -           | -           | -           | 28     | 7      |
| Totale Gimnasia (LP) | Totale Gimnasia (LP) | Totale Gimnasia (LP) | 43         | 5          |                 | 42              | 5               |                    | 2                  | 0                  |             | -           | -           | 87     | 10     |
| ago. 2024-2025       | Bologna              | A                    | 24         | 3          | CI              | 4               | 1               | UCL                | -                  | -                  | -           | -           | -           | 28     | 4      |
| 2025-2026            | Bologna              | A                    | -          | -          | CI              | -               | -               | UEL                | -                  | -                  | SI          | -           | -           | -      | -      |
| Totale Bologna       | Totale Bologna       | Totale Bologna       | 24         | 3          |                 | 4               | 1               |                    | -                  | -                  |             | -           | -           | 28     | 4      |
| Totale carriera      | Totale carriera      | Totale carriera      | 68         | 8          |                 | 46              | 6               |                    | 2                  | 0                  |             | -           | -           | 115    | 14     |

## Palmarès

### Club
- Coppa Italia: 1

Bologna: 2024-2025